# Chichimequillas
Chichimequillas es una localidad del estado mexicano de Guanajuato. Es parte del municipio de Silao de la Victoria.

## Demografía
| Gráfica de evolución demográfica |
|                                  |

| Censo | Población |
| ----- | --------- |
| 1940  | 631       |
| 1950  | 753       |
| 1960  | 824       |
| 1970  | 1 329     |
| 1980  | 1 047     |
| 1990  | 2 054     |
| 2000  | 2 067     |
| 2010  | 2 518     |
| 2020  | 2 601     |